# Get Up (Rattle)
Get Up (Rattle) è un singolo del gruppo di DJ e produttori olandese Bingo Players, pubblicato nel 2012 e realizzato in collaborazione con il gruppo hip hop Far East Movement.

## Tracce
- Download digitale

1. Get Up (Rattle) – 2:47
2. Get Up (Rattle) (Vocal Extended) – 5:01

## Classifiche
| Classifica (2012–13) | Posizione raggiunta |
| -------------------- | ------------------- |
| Australia            | 4                   |
| Francia              | 9                   |
| Irlanda              | 5                   |
| Italia               | 36                  |
| Regno Unito          | 1                   |